# Гартрандт (Вайомінг)
Гартрандт (англ. Hartrandt) — переписна місцевість (CDP) в США, в окрузі Натрона штату Вайомінг. Населення — 724 особи (2020).

## Географія
Гартрандт розташований за координатами 42°53′1″ пн. ш. 106°20′57″ зх. д. / 42.88361° пн. ш. 106.34917° зх. д. (42.883581, -106.349234).  За даними Бюро перепису населення США в 2010 році переписна місцевість мала площу 4,04 км², уся площа — суходіл.

## Демографія
Згідно з переписом 2010 року, у переписній місцевості мешкали 693 особи в 280 домогосподарствах у складі 199 родин. Густота населення становила 171 особа/км².  Було 302 помешкання (75/км²).
Расовий склад населення:
| - 93,8 % — білих - 0,9 % — чорних або афроамериканців - 0,4 % — корінних американців - 0,1 % — вихідців з тихоокеанських островів - 3,2 % — осіб інших рас |

До двох чи більше рас належало 1,6 %. Частка іспаномовних становила 7,5 % від усіх жителів.
За віковим діапазоном населення розподілялося таким чином: 25,0 % — особи молодші 18 років, 62,3 % — особи у віці 18—64 років, 12,7 % — особи у віці 65 років та старші. Медіана віку мешканця становила 39,2 року. На 100 осіб жіночої статі у переписній місцевості припадало 108,7 чоловіків;  на 100 жінок у віці від 18 років та старших — 98,5 чоловіків також старших 18 років.
Середній дохід на одне домашнє господарство  становив 44 266 доларів США (медіана — 40 714), а середній дохід на одну сім'ю — 52 370 доларів (медіана — 49 340). Медіана доходів становила 64 188 доларів для чоловіків та 33 184 долари для жінок. За межею бідності перебувало 22,4 % осіб, у тому числі 16,5 % дітей у віці до 18 років та 0,0 % осіб у віці 65 років та старших.
Цивільне працевлаштоване населення становило 221 осіб. Основні галузі зайнятості: освіта, охорона здоров'я та соціальна допомога — 24,0 %, сільське господарство, лісництво, риболовля — 24,0 %, роздрібна торгівля — 17,2 %.